# Arrieta (Burgos)
Arrieta es una localidad del municipio de Condado de Treviño, en la provincia de Burgos, comunidad autónoma de Castilla y León (España), comarca de Ebro, partido judicial de Miranda.

## Topónimo
Es muy probable que Arrieta signifique etimológicamente el pedregal, del vasco harria (piedra), el sufijo -eta que indica abundancia y localización. Existen localidades homónimas en Vizcaya, Navarra, Canarias y Álava (ver Arrieta).

## Geografía
Está situada en el valle del río Ayuda, afluente del Ebro por su margen izquierda, junto a las localidades de Meana, Doroño, Ascarza, Golernio y Busto.

## Situación administrativa
Entidad Local Menor cuyo alcalde pedáneo es Jesús Moraza Navaridas de la Agrupación de Electores de Ascarza.

## Demografía
Evolución de la población
| Gráfica de evolución demográfica de Arrieta entre 2000 y 2017      |
|                                                                    |
| Población de derecho (2000-2017) según el padrón municipal del INE |

## Historia
Antes de la creación de los ayuntamientos constitucionales estaba incluida en la Cuadrilla de Val de Lauri.
Así se describe a Arrieta en el tomo III del Diccionario geográfico-estadístico-histórico de España y sus posesiones de Ultramar, obra impulsada por Pascual Madoz a mediados del siglo XIX:

Lugar en la provincia, audiencia territorial y capitanía general de Burgos (18 leguas), partido judicial y administración de rentas de Miranda de Ebro (4), diócesis de Calahorra (16), ayuntamiento de Treviño (1); Situado en la ladera S de 1 sierra; le baten principalmente los vientos del N y NO lo que hace, que aunque su clima sea sano, se padezcan con frecuencia reumas y constipados. Tiene 16 casas, 1 escuela incompleta de instrucción primaria, común para los niños de ambos sexos, dotada con 20 fanegas de trigo al año; 1 fuente para el surtido de los vecinos, y 1 iglesia parroquial bajo la advocación de Santiago Apóstol, servida por 2 beneficiados, de los cuales uno desempeña la cura de almas. Confina el término por el N con la jurisdicción de los pueblos de Lasarte, Gardelegui y Vitoria (Álava 3 leguas); por el E con el de Doroño (1/2) y por el S con el de Treviño (1), y por el O con los de Busto y Golernio (cuarto y medio); en él se encuentran diversos veneros de agua y 1 ermita titulada de San Roque, junto a la cual está el cementerio. No le bañan otros ríos que un pequeño arroyo que desciende del castillo denominado Zaldiazan, pasa por medio del pueblo, y va a parar a la plaza de la villa de Treviño. El terreno es de poco suelo y poco productivo, escaso de pastos, y sin más arbolado que 1 bosque de encina que aprovecha solo para combustible. Los caminos son locales, y recibe la correspondencia 3 veces a la semana por el conductor de Treviño; Producciones: trigo, cebada, avena, minucias y patatas, todo en corta cantidad, siendo la mayor cosecha de trigo; cría poco ganado lanar y cabrío; Población: 11 vecinos, 41 almas. Capital productivo: 21.400 reales. Imponible: 699.
Diccionario geográfico-estadístico-histórico de España y sus posesiones de Ultramar

## Cultura

### Patrimonio material

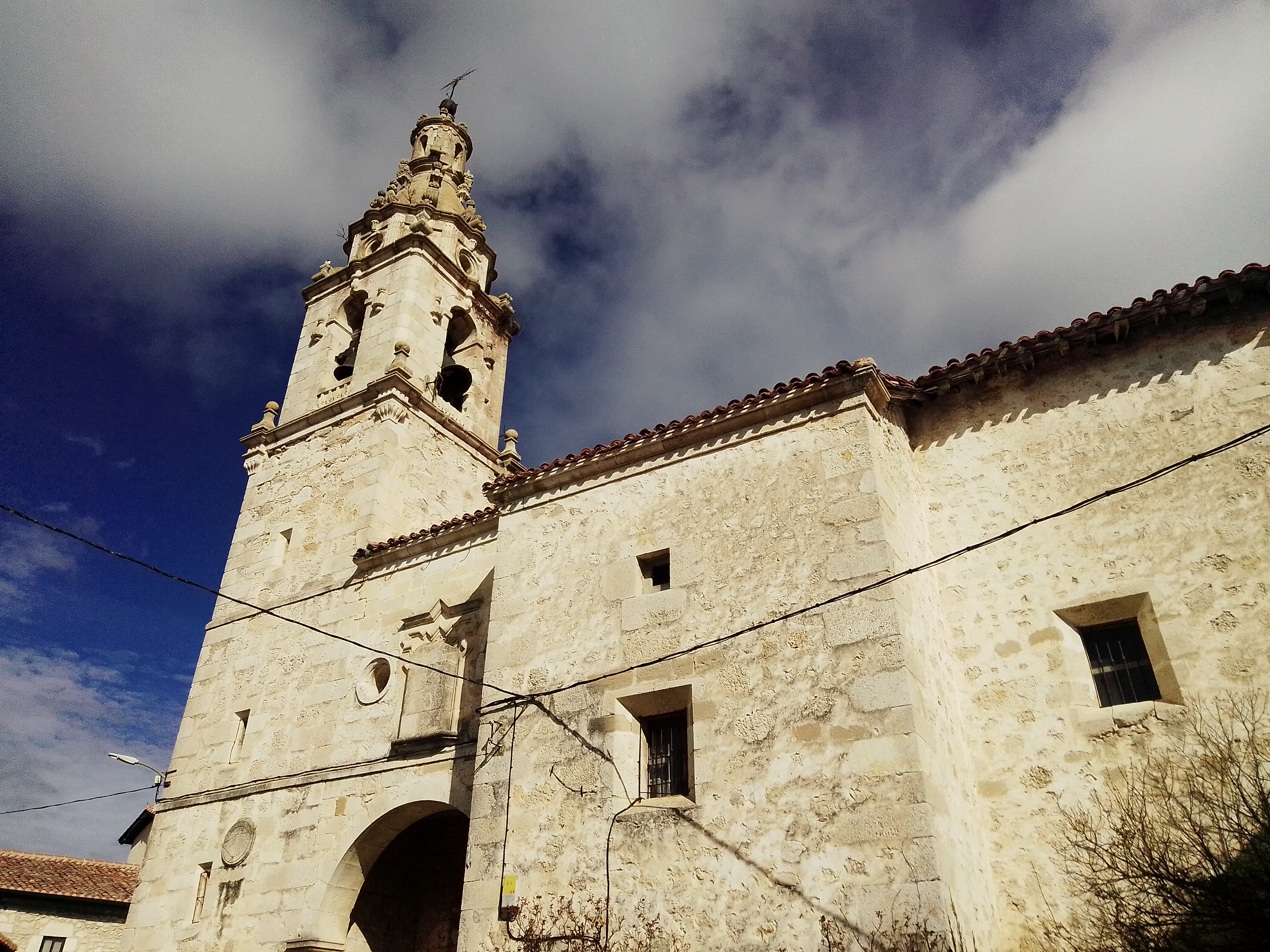
Iglesia de Santiago en Arrieta (Condado de Treviño)

- Iglesia de Santiago en Arrieta (Condado de Treviño)Iglesia de Santiago. En el Arcipestrazgo de Ribera-Treviño, diócesis de Vitoria. == Enlaces externos ==
- Diputación Provincial de Burgos